# Mogi Bayat
Pour les articles homonymes, voir Bayat (homonymie).
Arnaud Bayat dit Mogi Bayat, né le 24 juin 1974 à Téhéran, est un homme d'affaires franco-iranien, dirigeant du FC Nantes et agent de footballeurs principalement actif en Belgique.

## Biographie
En 2003, Mogi Bayat est nommé directeur général du Sporting de Charleroi, dont son oncle Abbas Bayat est alors le président, et contribue avec son frère Mehdi à stabiliser l'équipe au sein des premières divisions du football belge, accumulant au passage quelques frasques et coups médiatiques. Il quitte le club en 2010 et devient agent de joueurs. Au fil des années, il s'impose comme l'agent le plus influent du football belge,.

## Affaires judiciaires
Le 10 octobre 2018, il est interpellé avec une vingtaine d'autres personnes dans le cadre d'une enquête sur de possibles faits d'organisation criminelle, de blanchiment d'argent et de corruption, dans le cadre d'une affaire importante touchant tout le football professionnel belge (Footbelgate). Selon le quotidien Le Soir, il aurait offert des montres de luxe frauduleusement dédouanées comme cadeaux d'affaires afin de manipuler le transfert de plusieurs joueurs.